# Droga I/19 (Czechy)
Droga krajowa 19 (cz. Silnice I/19) – droga krajowa w Czechach łącząca trzy ważne miasta południowych regionów Czech: Pilzno, Tabor i Pelhrimov. Droga krzyżuje się z dwiema ważnymi arteriami łączącymi stolicę kraju - Pragę z południem państwa: drogą krajową nr 4 oraz w Taborze z krajową 3. W rejonie miasta Tabor droga biegnie przez kilka kilometrów wspólnym śladem z autostradą D3.